# Topolje (Słowenia)
Topolje – wieś w Słowenii, w gminie Železniki. W 2018 roku liczyła 66 mieszkańców.